# Mezoarhaik
Mezoarhaik je geološka era unutar Arhaika, koja pokriva vremesko razdoblje od prije 3200 milijuna godina do 2800 milijuna godina. Ovo je razdoblje definirano kronometrijski i ne odnosi se na specifični sloj stijenja u Zemlji. Fosili iz Australije pokazuju kako su stromatoliti bili prisutni na Zemlji od vremena mezoarhaika. U ovom se razdoblju desila tzv. Pongolska glacijacija koja je dovela do potpunog smrzavanja Zemljine površine, tzv. Zemlje snježne kugle.